# Osmar Bertoldi
Osmar Stuart Bertoldi (Curitiba, 20 de março de 1969) é um político brasileiro, ex-deputado federal pelo estado do Paraná, filiado ao Democratas (DEM).

## Biografia
Bertoldi é formado em pedagogia pela Universidade Tuiuti do Paraná, com especialização em Desenvolvimento Sustentável pela Universidade da Califórnia/Berkeley e autor do livro “Ideias para uma Metrópole Sustentável”, lançado em 2006 pela Editora Esplendor.
Foi vereador em Curitiba por três vezes (1993-1997/1997-2001, PPB-PR; 2001-2005, PP-PR) e primeiro-secretário da Câmara Municipal de Curitiba (1997-2004).
Em 2004 foi candidato a prefeito pelo PFL. Em 2006, foi eleito deputado estadual com 27.385 votos.
Em maio de 2008 foi punido pela Justiça Eleitoral por propaganda fora de época e irregular.
Em 2013 é nomeado novamente para o cargo de Secretário de Habitação de Curitiba pelo então prefeito Gustavo Fruet, sendo que já havia ocupado o mesmo cargo na gestão anterior de Luciano Ducci.
É autor do livro Ideias para uma Metrópole Sustentável, que trata dos desafios enfrentados pelas metrópoles e pelas pessoas que habitam os grandes centros.
Na eleição de 2014, não foi eleito, embora tenha assumido o mandato de deputado federal por ser o primeiro suplente da coligação. Assumiu de fevereiro atá maio de 2015, em virtude da licença do deputado Fernando Francischini (SD).
Em novembro de 2016, após sair da prisão assume o mandato como primeiro suplente em Brasília no lugar do deputado Ricardo Barros (PP), nomeado Ministro da Saúde. Com isso o terceiro suplente Nelson Padovani (PSDB), que exerceu o mandato enquanto Bertoldi cumpria pena, deixou o cargo.
Foi efetivado no mandato, em janeiro de 2017, após a renúncia de Marcelo Belinati (PP), que assumiu a prefeitura de Londrina. Em 2 de agosto de 2017, na votação sobre a admissibilidade da denúncia de corrupção passiva em desfavor do presidente Michel Temer, assinada pela PGR, votou pelo arquivamento.

### Prisão
Em agosto de 2015 foi denunciado pela noiva, Tatiane Bittencourt, por sequestro, estupro, cárcere privado, lesão corporal, ameaça, vias de fato e constrangimento ilegal. Em fevereiro de 2016, foi preso em Santa Catarina.
Em setembro de 2016 foi absolvido, em primeira instância, do crime de desobediência e violação de domicílio, mas continuou preso pelo demais crimes contra sua ex-noiva, que incluem, estupro, cárcere privado, lesão corporal, ameaça, vias de fato e constrangimento ilegal. Depois de oito meses preso, foi solto em 27 em outubro de 2016, por falta de provas, e cinco dias depois assumiu a vaga de deputado federal, deixada pelo ministro da Saúde Ricardo Barros, na Câmara Federal.